# Казимирова, Екатерина Григорьевна
Екатери́на Григо́рьевна Казими́рова (рум. Ecaterina Cazimirov; 8 декабря 1921 — 3 декабря 2012) — советская актриса. Народная артистка Молдавской ССР (1960).

## Биография
Екатерина Казимирова родилась 8 декабря 1921 года в селе Фёдоровка (ныне Оргеевский район Молдовы).
В 1939 году окончила Одесское театральное училище и поступила на сцену Молдавского музыкально-драматического театра им. А. С. Пушкина в Кишинёве (ныне Национальный театр им. М. Эминеску).
Умерла 3 декабря 2012 года в Кишинёве.
Муж актёр — Константин Тимофеевич Константинов (1915—2003). Дети — скульптор Константин Константинов (род. 1943) и режиссёр-постановщик и директор Национального театра оперы и балета Элеонора Константинова.

## Признание и награды
- Орден Трудового Красного Знамени (1960).
- Орден «Знак Почёта».
- Народная артистка Молдавской ССР (1960).
- Медаль «За гражданские заслуги» (1994).
- Орден Почёта (2011).

## Творчество

### Роли в театре
- «Доходное место» А. Н. Островского — Полина[2]
- «Гроза» А. Н. Островского — Катерина[2]
- «Бедность не порок» А. Н. Островского — Любовь Гордеевна[2]
- «Майская ночь» по Н. В. Гоголю — Галя[2]
- «Слуга двух господ» Карло Гольдони — Беатриче[2]
- «Король Лир» Шекспира — Гонерилья[4]
- «Враги» М. Горького — Надя[2]
- «Сынзяна и Пепеля» Василе Александри — Сынзяна[4]
- «Яссы во время карнавала» Василе Александри — Сафта[4]
- «Барабанщица» А. Д. Салынского — Нила Снежко[4]
- «Маскарад» М. Ю. Лермонтова — баронесса Штраль[4]

### Фильмография
- 1969 — Десять зим за одно лето — жена Петра
- 1970 — Взрыв замедленного действия — соседка (нет в титрах)
- 1971 — Красная метель
- 1972 — Последний гайдук
- 1972 — Вика, я и фельетон
- 1976 — По волчьему следу
- 1980 — Где ты, любовь?
- 1983 — Вам телеграмма…
- 1984 — Маленькое одолжение
- 1988 — Коршуны добычей не делятся